# Phạm Tuấn Hải (đầu bếp)
Phạm Tuấn Hải (sinh ngày 24 tháng 11 năm 1971 tại Hà Nội) là một đầu bếp Việt Nam, thành viên của Hiệp hội các đầu bếp Đông Nam Á (Southeast Asian Chefs Association), được bình chọn là một trong 10 đầu bếp nổi tiếng nhất Việt Nam
Trước khi trở thành giám khảo Chương trình MasterChef, ông đã có 27 năm kinh nghiệm làm đầu bếp tại các khách sạn hàng đầu tại Hà Nội và Thành phố Hồ Chí Minh và chiến thắng giải thưởng Bàn Tay Vàng do Tổng Cục Du Lịch Việt Nam tổ chức.
Ông là Giám đốc của Cty Hi Chef - Chuyên tư vấn & phát triển mảng ẩm thực cho các nhà hàng ở Hà Nội, Thành phố Hồ Chí Minh và Đà Nẵng.

## Công việc
- Chủ tịch công ty TNHH Thực Phẩm Family Sauce Việt Nam
- General Manager Khách Sạn Parland
- Tổng Giám đốc khu Resort Đoàn Gia Phong Nha
- Phó Tổng Giám đốc Công ty Tuệ Lâm
- Giám đốc nhà hàng Sabochi
- Giám đốc công ty Du Lịch - Đầu Tư Tầm Nhìn Mới (Hi - View)
- Nhà Sáng Lập - Điều Hành Công ty Hi Chef

## Sách
Phạm Tuấn Hải hợp tác với nhà xuất bản Philippines phát hành cuốn sách Đông Tây Ẩm Thực, giới thiệu văn hóa Âu Á và ẩm thực tinh túy của Việt Nam. Sách được xuất bản cho thị trường Philippines.
Sau đó là phát hành sách Hướng Dẫn Ẩm Thực cho thị trường Hàn Quốc về những món ăn dinh dưỡng hài hòa trong ẩm thực Á Châu.

## Nhà Hàng
Sau thành công của Chương trình MasterChef Việt Nam, ông mở nhà hàng MasterChef  tại Hà Nội và gây được tiếng vang lớn.
Lần lượt các nhà hàng được triển khai nhanh chóng sau đó với thương hiệu MasterChef Phạm Tuấn Hải về nhiều phong cách ẩm thực: 
- Món Việt có nhà hàng Cơm Xưa (Thành phố Hồ Chí Minh)[5], nhà hàng Niêu Cơm Nướng (Nha Trang) [6],Làng Niêu Nướng
- Món Âu có nhà hàng MasterChef [4], Tàu du lịch Pelican
- Nhà hàng Hải Sản có Nhà hàng Biển Xanh (Cẩm Phả)
- Nhà hàng Sabochi tại Đồng Hới, Quảng Bình

## Truyền hình
- Giám khảo của MasterChef Việt Nam 5 mùa liên tiếp (2013-2017)
- Giám khảo MasterChef Celebrity 2017
- Chương trình Vào Bếp Khó Gì của VTV2
- Chương trình Bữa Trưa Vui Vẻ của VTV3
- Chương trình Đường Đến Thành Công

## Điện Ảnh
Là diễn viên trong phim Đỉnh Mù Sương (2019)